# 国家安全保障に関する官邸機能強化会議
国家安全保障に関する官邸機能強化会議（こっかあんぜんほしょうにかんするかんていきのうきょうかかいぎ）は、第90代内閣総理大臣安倍晋三が主宰していた会議の一つ。安倍が2006年自由民主党総裁選挙や第165回国会の所信表明演説において表明していた首相官邸機能強化策の一つで、日本版NSC構想を練り、法案のたたき台となる報告書をつくる目的で設置されていた。

## 概要
2006年11月13日に設置。議長に安倍晋三、議長代理に国家安全保障問題担当首相補佐官の小池百合子が就任した。2週間に1度の割合で開かれ、2007年2月27日に小池によって報告書が提出されたことでその使命を終えた。
報告書の概要は、国家安全保障について、形骸化している安全保障会議を抜本的に見直し、1)国防の基本方針・防衛計画の大綱を含む外交安全保障の基本方針の政策立案、2)関係省庁間の調整、3)武力攻撃事態その他の重大緊急事態などを含む重大事態に対する基本方針の政策立案、これら1)～3)の各機能を首相の直轄下で統合的に行なうための機関を国家安全保障会議とし、これをもって日本版NSC(National Security Council)とするというもの。この報告書に基づいて、「安全保障会議」を「国家安全保障会議」に改組し、事務局を設置することなどを内容とする「安全保障会議設置法等の一部を改正する法律案」が第166回国会に提出されたが、教育関連三法改正案・年金問題・国家公務員法改正案等によるしわ寄せのため、継続審議となった。その後安倍が総理を辞任した事もあり法案は廃案となったが、2012年の第46回衆議院議員総選挙で大勝し総理に返り咲いた安倍は第185回国会に法案を再提出し成立させ、国家安全保障会議を発足させた。

## メンバー
| 立場     | 氏名       | 役職等                                         |
| -------- | ---------- | ---------------------------------------------- |
| 議長     | 安倍晋三   | 内閣総理大臣                                   |
| 議長代理 | 小池百合子 | 内閣総理大臣補佐官（国家安全保障問題担当）     |
| 議員     | 相原宏徳   | トランスキュー・テクノロジーズ（株）取締役会長 |
| 議員     | 石原信雄   | 地方自治研究機構会長                           |
| 議員     | 岡崎久彦   | 岡崎研究所所長                                 |
| 議員     | 小川和久   | 軍事アナリスト                                 |
| 議員     | 北岡伸一   | 東京大学教授                                   |
| 議員     | 佐々淳行   | 元内閣安全保障室長                             |
| 議員     | 佐藤謙     | 世界平和研究所副会長                           |
| 議員     | 塩川正十郎 | 元内閣官房長官                                 |
| 議員     | 塩崎恭久   | 内閣官房長官                                   |
| 議員     | 先崎一     | 日本生命特別顧問                               |
| 議員     | 森本敏     | 拓殖大学海外事情研究所所長                     |
| 議員     | 柳井俊二   | 国際海洋法裁判所判事                           |

## 情報漏洩の実例

### 防衛省「情報保全」人事騒動
2007年7月4日に防衛大臣に就任した小池百合子は、報告書に盛りこまれていた「秘密保護を十全なものとする」「情報保全」システム作りのため、守屋武昌に代えて、警察庁出身の大臣官房長西川徹矢を防衛事務次官に起用する人事案を固めていたが、守屋の内閣官房長官塩崎恭久および安倍晋三への直訴による巻き返しがあり、首相官邸も「第三の案」を小池に要求した。「情報保全」システム作りのためだった小池人事案は、情報漏洩そのものの結果、また小池自身が大きく寄与した「安全保障会議設置法等の一部を改正する法律案」が継続審議になった間隙を突く形で、潰え去ることになった。